# Лорена (ураган, 2019)
Ураган «Лорена» (англ. Hurricane Lorena) — сильный тропический циклон, который принес обильные осадки, наводнения на юго-западную Мексику и полуостров Калифорния в сентябре 2019 года. Лорена была тринадцатым штормом и седьмым ураганом сезоне в Тихом океане.

## Метеорологическая история

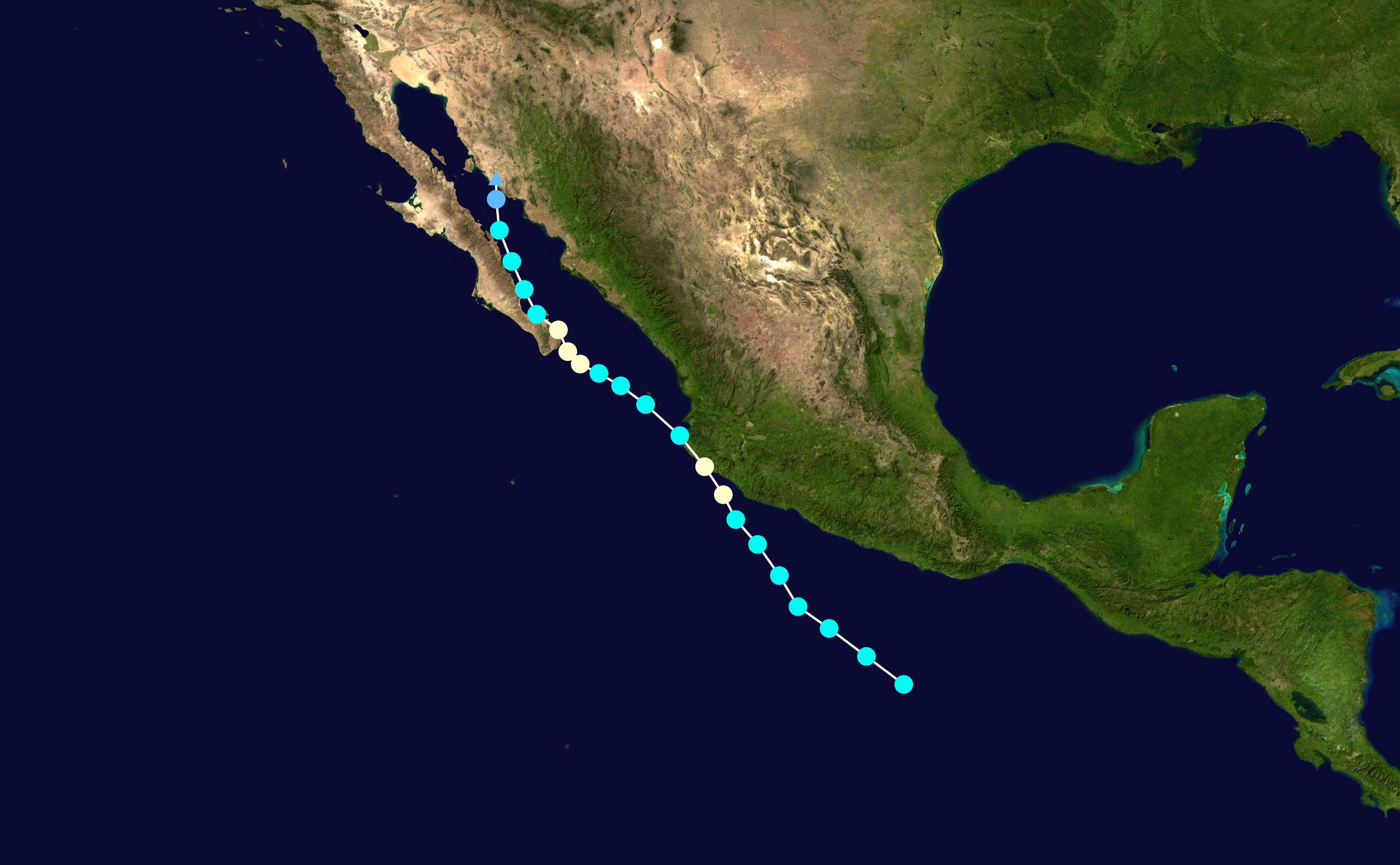
Карта пути и интенсивности Урагана Лорена по шкале Саффира — Симпсона

В 15:00 по UTC, 11 сентября, NHC отметил возможность образования региона низкого давления у побережья Центральной Америки. В 6:00 UTC 14 сентября, область низкого давления сформировалась и медленно развивалась, а к 15:00 UTC 17 сентября она превратилась в тропический шторм Лорена у побережья Мексики. Лорена постепенно двигалась на северо-запад к побережью Мексики, одновременно усиливаясь, и до 3:00 UTC 19 сентября Лорена достигла пиковой интенсивности 75 миль/час. Взаимодействие с землей привело к тому, что Лорена ослабла ниже статуса урагана до 15:00 UTC 19 сентября. Лорена продолжала движение с запада на северо-запад и восстановила статус урагана до 15:00 UTC 20 сентября. Лорена усилилась и достигла пика в 21:00 UTC 20 сентября со скоростью ветра 85 миль/ч и давлением 985 миллибар. К полудню 21 сентября структура Лорены начала ухудшаться. Усиления сдвига ветра и ослабление, вызванное горной местностью Нижней Калифорнии, Лорена к середине утра 22 сентября переродилась в тропическую депрессию, став к концу дня зоной низкого давления.

## Подготовка и последствия

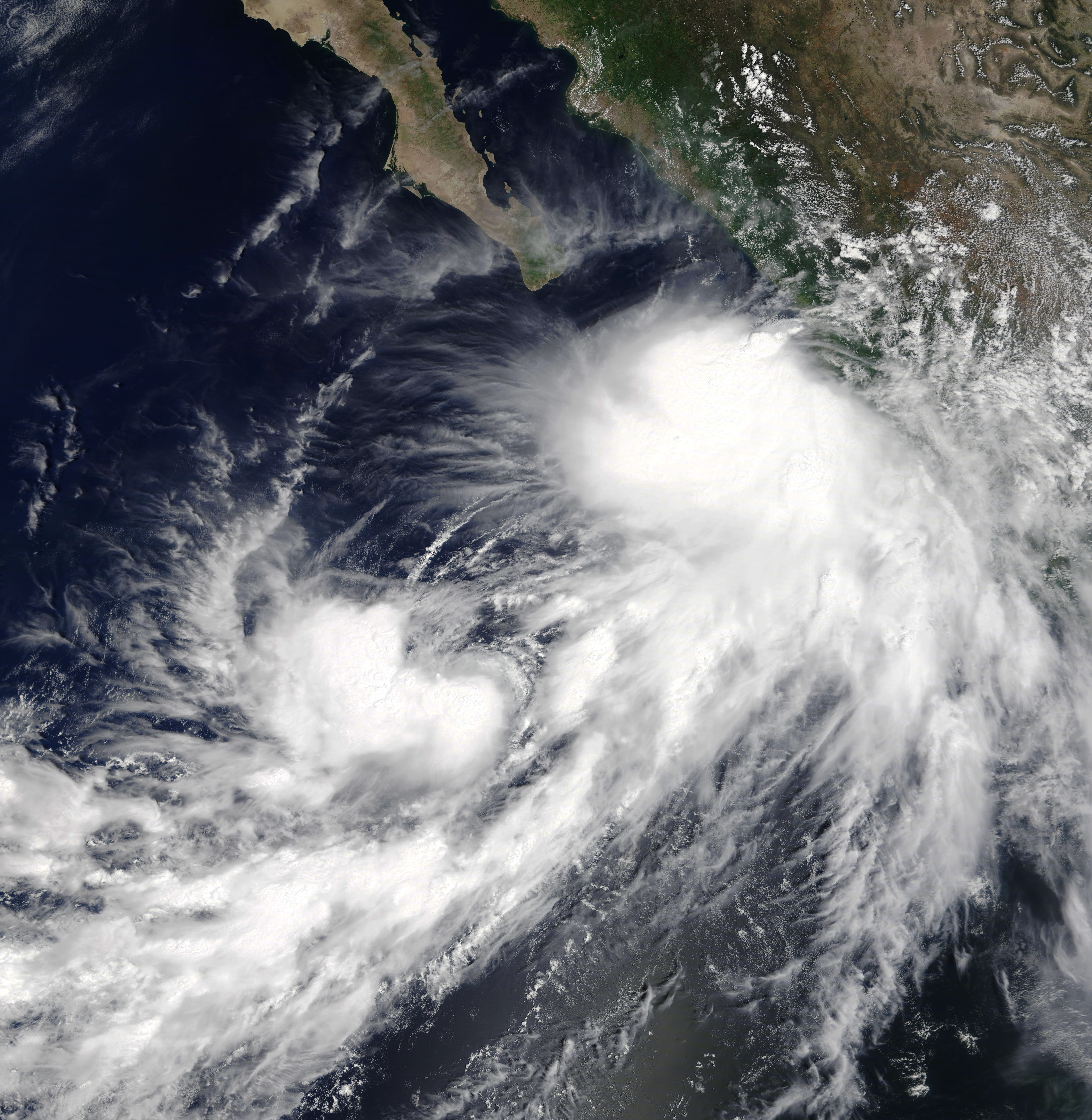
Тропический шторм Марио (слева) и Лорена (справа) 19 сентября

### Герреро и Мичоакан
В среду, 18 сентября, Лорена сильно повлияла на штаты Герреро и Мичоакан. Сообщалось об обильных осадках и поваленных деревьях.

### Колима и Халиско
Лорена двигалась очень близко к берегу и взаимодействовала с землей в штатах Колима и Халиско. Сообщалось о затопленных улицах, и размытых дорогах, незначительные оползни в 10 муниципалитетах и десятки поваленных деревьев. В некоторых районах была отключена электроэнергия. Губернатор штата Колима — Хосе Игнасио Перальта, заявил, что в течение 24 часов выпало почти 8 дюймов дождя, а более 7400 акров таких культур, как бананы и папайя, были затоплены по всему штату. Он также сообщил, что во время урагана Лорены, смертельных происшествий не зафиксировано. Губернатор Халиско Энрике Альфаро Рамирес заявил в Twitter, что службы гражданской защиты и военно-морские силы обслуживают людей, которые в этом нуждаются, но сообщений о гибели людей не поступало. Река Куиксмала прорвала дамбу в муниципалитете Ла-Уэрта и затопила сельскохозяйственные земли. В Халиско был нанесен ущерб на сумму 17,7 миллионов песо.

### Полуостров Калифорния
После того, как Лорена продвинулась вдоль юго-западного побережья Мексики, правительство Мексики выдало предупреждение об урагане для южного побережья Нижней Калифорнии, поскольку, как ожидалось, шторм выйдет на побережье как ураган. После того, как он удалился от побережья и начал двигаться ближе к Нижней Калифорнии, люди начали баррикадировать двери и окна и вытаскивать свои лодки из океана, готовясь к надвигающейся Лорене. Чиновники закрыли школы и подготовили для приюта пострадавших, если это потребуется. Когда Лорена начала двигаться параллельно побережью полуострова, власти Лос-Кабоса заявила, что 787 человек нашли убежище в 18 приютах; однако многие туристы не принимали меры предосторожности и все равно ездили в Лос-Кабоса, несмотря на ураган. В пятницу были отменены многие рейсы в международном аэропорту Лос-Кабоса.
В Лос-Кабосе через большую волну вынесло в море отца и сына. Пытаясь спасти сына, отец утонул.

### Аризона
Остатки урагана «Лорена» 22-24 сентября принесли в районы Аризоны сильный дождь. Осадки достигли максимума — 100 … 150 мм у Феникса. 23 сентября гроза вызвала короткое торнадо EF0 в Нью-Ривере в округе Марикопа.